# ريجينا جويس
ريجينا جويس (بالإنجليزية: Regina Joyce) هي منافسة ألعاب القوى أيرلندية، ولدت في 7 فبراير 1957.

## وصلات خارجية
- ريجينا جويس على موقع الاتحاد الدولي لألعاب القوى (الإنجليزية)
- ريجينا جويس على موقع أوليمبيديا (الإنجليزية)